# Pirouette cacahuète
Pirouette cacahuète, parfois ponctuée Pirouette, cacahuète, ou connue sous le nom d’Il était un petit homme, est une comptine populaire de langue française.

## Histoire
Gabrielle Grandière, née Gabrielle Emilienne Augustine Pauline Morel le 10 juillet 1920 à Mellé et morte le 25 février 2020 à Ruaudin,, dans la Sarthe où elle vit, dit être l'auteure de la comptine. Elle affirme l'avoir créée en 1953, alors qu’elle était institutrice à Alençon. Elle précise que sa version ne comportait pas les deux couplets « Le beau fil il s'est cassé… » et « Un avion à réaction… », et que le dernier vers était : « Je vais vous la recommencer », et non pas « Messieurs, mesdames, applaudissez »,.
En 1979, elle est enregistrée par Jean Humenry, Claude Anthonioz-Rossiaux, Philippe Lecante et un enfant, sur l'album 12 chansons et 12 comptines 1, sorti chez Auvidis.
En 1982, Dorothée enregistre la version longue sur l'album Le Jardin des chansons (album 3). En 1997, Sylvie Vartan l'enregistre à son tour sur l'album Sylvie Vartan chante pour les enfants (volume 1). Gabrielle Grandière n'est pas créditée. En avril 2002, elle veut déposer son œuvre à la Sacem, mais ne peut prouver qu'elle en est bien l'auteure.

## Structure
Pirouette cacahuète est organisée originellement en cinq strophes de même structure (A - Pirouette cacahuète - A - B - B). Une variante, plus récente, ajoute trois strophes et conclut la fin par une invitation à applaudir.
La chanteuse Clémence Savelli fait une variation de la comptine avec sa chanson Léon en 2011.

## Paroles

### Version revendiquée par Gabrielle Grandière
Il était un petit homme

Pirouette cacahuète

Il était un petit homme 

Qui avait une drôle de maison

Qui avait une drôle de maison

Sa maison est de carton 

Pirouette cacahuète 

Sa maison est de carton

Les escaliers sont de papier

Les escaliers sont de papier

Celui qui y montera

Pirouette, cacahouète,

Celui qui y montera

Se cassera le bout du nez

Se cassera le bout du nez

Le facteur y est monté

Pirouette cacahuète

Le facteur y est monté

Il s'est cassé le bout du nez 

Il s'est cassé le bout du nez

On lui a raccommodé 

Pirouette cacahuète 

On lui a raccommodé

Avec du joli fil doré

Avec du joli fil doré

Mon histoire est terminée

Pirouette cacahuète 

Mon histoire est terminée

Je vais vous la recommencer

Je vais vous la recommencer

### Version alternative reprise par Dorothée et ses amis
Il était un petit homme

Pirouette cacahuète

Il était un petit homme 

Qui avait une drôle de maison

Qui avait une drôle de maison

La maison est en carton 

Pirouette cacahuète 

La maison est en carton

Les escaliers sont en papier

Les escaliers sont en papier

Si vous voulez y monter

Pirouette cacahuète 

Si vous voulez y monter 

Vous vous casserez le bout du nez 

Vous vous casserez le bout du nez

Le facteur y est monté

Pirouette cacahuète

Le facteur y est monté

Il s'est cassé le bout du nez 

Il s'est cassé le bout du nez

On lui a raccommodé 

Pirouette cacahuète 

On lui a raccommodé

Avec du joli fil doré

Avec du joli fil doré

Le beau fil s'est cassé

Pirouette cacahuète

Le beau fil s'est cassé

Le bout du nez s'est envolé

Le bout du nez s'est envolé

Un avion à réaction 

Pirouette cacahuète

Un avion à réaction

A rattrapé le bout du nez 

A rattrapé le bout du nez

Mon histoire est terminée

Pirouette cacahuète 

Mon histoire est terminée

Messieurs, Mesdames, applaudissez !

Messieurs, Mesdames, applaudissez, !

### Autre version chantée en classe de maternelle
Il était un petit homme

Pirouette, cacahouète,

Il était un petit homme 

Qui avait une drôle de maison

Qui avait une drôle de maison 

Sa maison est en carton

Pirouette, cacahouète 

Sa maison est en carton 

Les escaliers sont en papier

Les escaliers sont en papier 

Le facteur y est monté 

Pirouette, cacahouète 

Le facteur y est monté 

Il s’est cassé le bout du nez 

Il s’est cassé le bout du nez 

Le grand vent est arrivé 

Pirouette, cacahouète 

Le grand vent est arrivé 

Le bout du nez s’est envolé 

Le bout du nez s’est envolé 

Un avion à réaction 

Pirouette, cacahouète 

Un avion à réaction 

A rattrapé le bout du nez 

A rattrapé le bout du nez 

On lui a raccommodé 

Pirouette, cacahouète 

On lui a raccommodé 

Avec du joli fil doré 

Avec du joli fil doré 

Mon histoire est terminée 

Pirouette, cacahouète 

Mon histoire est terminée 

Messieurs mesdames applaudissez 

Messieurs mesdames applaudissez

## Source bibliographique
- Conrad Laforte, Le Catalogue de la chanson folklorique française, Québec, Presses de l'université Laval, volume 22.